# Vizitatorii (film din 1993)

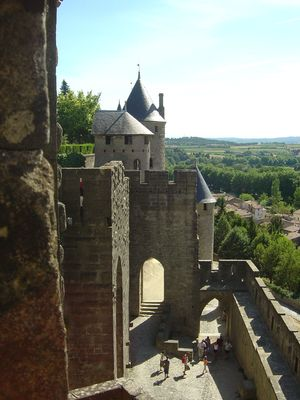

Vizitatorii este o cunoscută comedie realizată în Franța de Jean-Marie Poiré. Filmul îi are în distribuție pe Jean Reno, Christian Clavier și Valérie Lemercier

## Distribuția
- Christian Clavier: Jacquouille la Fripouille / Jacques-Henri Jacquard
- Jean Reno: Godefroy de Papincourt, Conte Montmirail
- Valérie Lemercier: Frénégonde de Pouille / Béatrice de Montmirail
- Christian Bujeau: Jean-Pierre Goulard
- Marie-Anne Chazel: Ginette la Clocharde
- Isabelle Nanty: Fabienne Morlot
- Gérard Séty: Edgar Bernay
- Didier Pain:  Ludovic al VI-lea Grasul
- Jean-Paul Muel: Mareșal-des-Logis Gibon
- Arielle Séménoff: Jacqueline
- Michel Peyrelon: Édouard Bernay
- Pierre Vial: Eusebius Vrăjitorul / D-l. Ferdinand
- François Lalande: Preot
- Didier Bénureau: Doctor Beauvin
- Frédéric Baptiste: Freddy